# Dermatobia hominis
Dermatobia hominis és una espècie de dípter braquícer de la família dels èstrids. És l'únic èstrid que parasita l'ésser humà.
Les erupcions que produeixen en la pell mostren poca tendència a infectar-se, probablement perquè la pròpia larva segrega antibiòtics com a estratègia adaptativa per tal de disposar d'aliment en bon estat. La infecció és molt més probable si la larva és extreta parcialment en intentar eliminar-la, deixant restes sota la pell.

## Etimologia

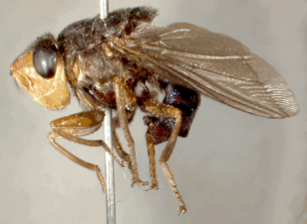
Un imago femella.

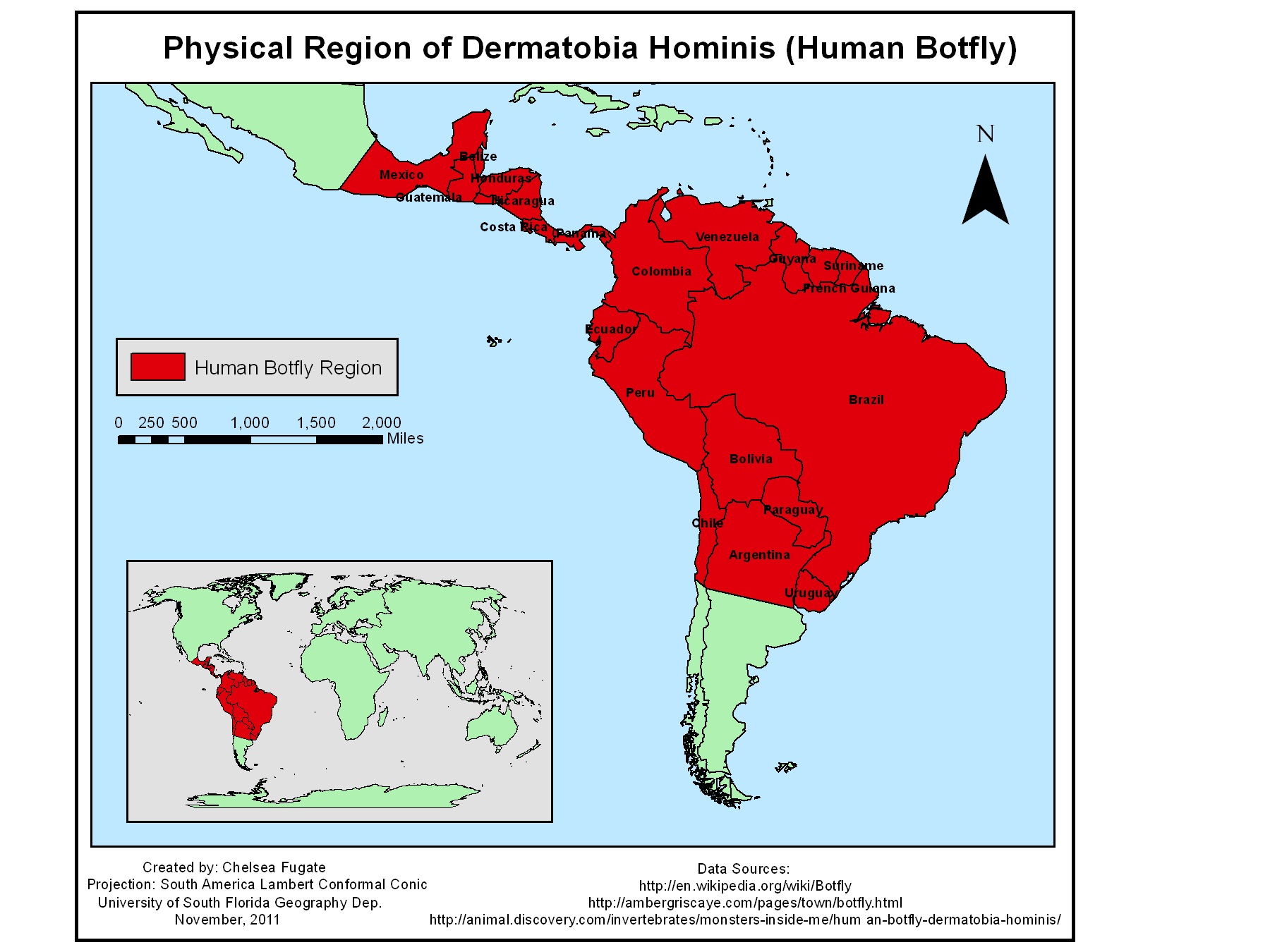
El seu mapa de distribució.

Del grec δέρμα, "pell" + βίος, "vida", i del llatí hominis", dels humans", o sigui, que viu en la pell dels humans).

## Distribució
Aquesta espècie és nativa de gran part del continent americà, des de Mèxic fins al nord de l'Argentina, encara que no és prou abundant ni perjudicial com per ser considerada una autèntica plaga.

## Cicle biològic
La femella d'aquesta espècie atrapa al vol fins a 40 espècies d'altres dípters com la mosca domèstica o diversos mosquits i diposita de quinze a trenta ous en el seu cos (un adult segresta uns 16 exemplar al llarg de la seva vida). Quan el vector es posa sobre un vertebrat, els ous es desclouen amb la seva calor. Llavors les larves intenten col·locar-se sota la pell, introduint-se per un fol·licle pilós, ferida o el forat de la picada (en cas de ser transportat per un mosquit). Aquesta parasitació es denomina en general miasis, el mateix que qualsevol altra en la qual el paràsit sigui un dípter.
Allí es desenvoluparan alimentant-se de l'hoste i després de 8 setmanes surten a l'exterior caient al sòl, convertint-se en crisálida. Després de diverses setmanes naixerà l'adult.

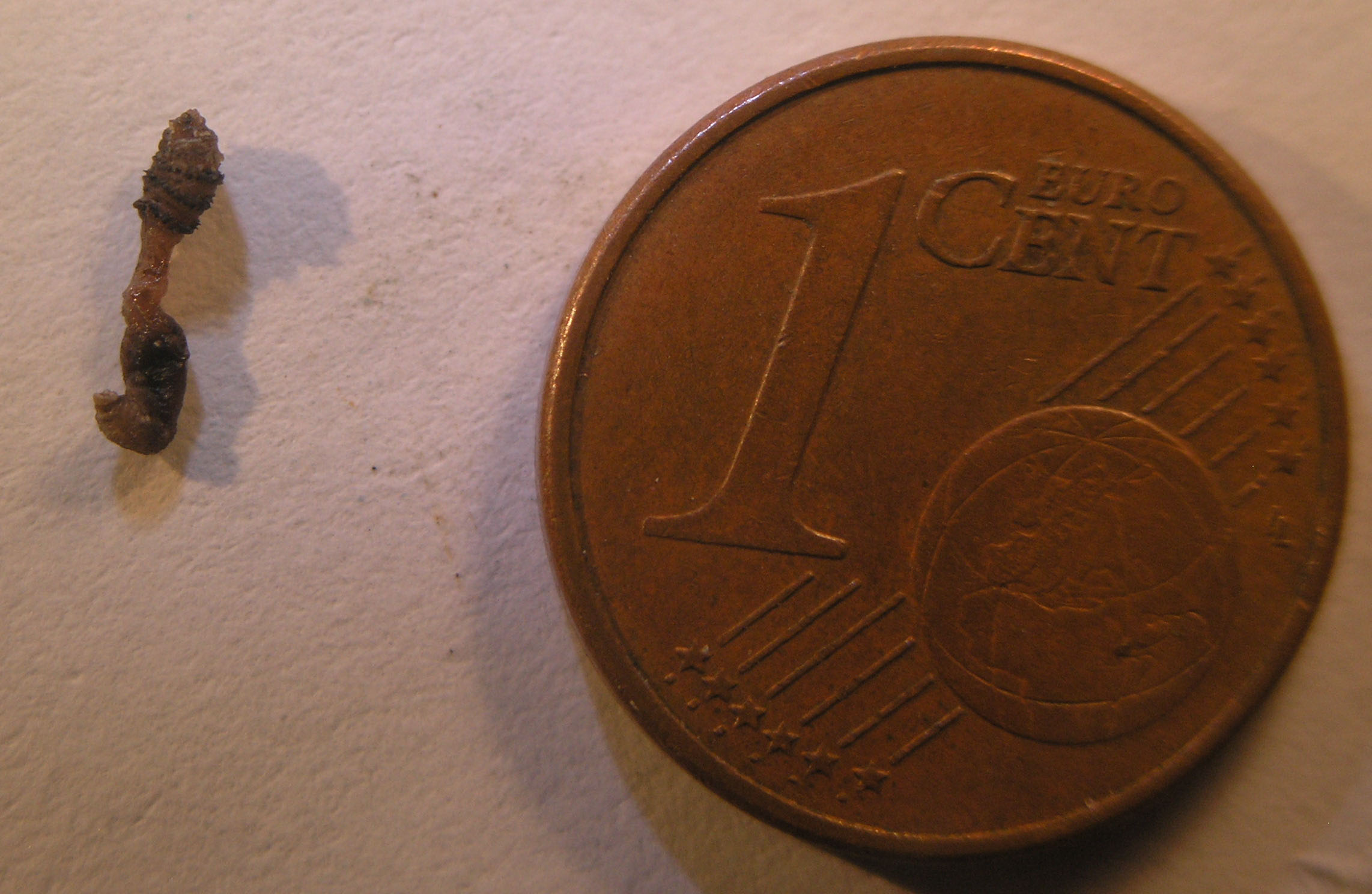
Comparació de la larva de Dermatobia hominis amb una moneda.

Perquè pugui completar el seu desenvolupament sota la pell, la ferida no s'ha d'infectar. És possible fins i tot que la larva realitzi secrecions per evitar la infecció mentre s'està alimentant, per la qual cosa l'hoste no sol córrer perill, tret que la larva mori sota la pell i no sigui retirada completament.

## Diagnòstic
Es presenta en la pell una lesió eritematosa, forunculoïde, dolorosa, amb un orifici central i que traspua líquid sanguinolent o purulent.
És possible visualitzar la seva respiració analitzant la lesió amb un dermatoscopi.

## Remeis
Les larves no poden ser extretes amb facilitat a causa dels forts ganxos situats al voltant del seu abdomen, amb els quals s'adhereixen a la ferida. No obstant això, hi ha diverses solucions:
- Les larves amb les quals s'acaba d'entrar en contacte poden ser retirades amb alcohol abans que arribin a introduir-se.
- Recentment s'ha descobert que les xeringues d'extracció de verí poden retirar larves amb facilitat en qualsevol etapa del creixement. Ja que aquests dispositius solen formar part dels kits de primers auxilis en àrees de risc de mossegada de serps, aquesta sembla la solució més eficaç.
- Col·locar carn sobre el forat, després esperar per més de 3 hores fins que surti.
- Un remei casolà consisteix a tapar el forat de la ferida amb alguna substància tipus vaselina o similar per obligar l'insecte a apuntar-se per respirar, però en intentar extreure-ho es pot deixar una part de la larva enganxada dins, per la qual cosa també es desaconsella.
- Una altra possibilitat és permetre que la larva es desenvolupi i abandoni el cos de forma voluntària, encara que poques persones estaran disposades a portar dins el paràsit durant tant temps, especialment si es troba allotjat en una zona incomoda. El grau de malestar experimentat sembla dependre del sensible que sigui la zona on s'allotja.